# Basil Twist
Basil Twist est un marionnettiste basé à New York, connu pour son spectacle de marionnettes sous-marines, Symphonie Fantastique.

## Biographie
Il est diplômé de l'École Nationale Supérieure des Arts de la Marionnette de Charleville-Mézières, en France. Il est fondateur et directeur du Dream Music Puppetry Program au HERE Arts Center (en) de New York, qui soutient et produit de nouveaux marionnettistes. Il est récipiendaire de la bourse MacArthur en septembre 2015 au NYU Center for Ballet and the Arts.